# Estroma (botánica)

Estructura de un cloroplasto en la que se aprecia el estroma lleno de fluido acuoso

En citología vegetal, el estroma es la cavidad interna del plasto y el medio que contiene. Está encerrado dentro de la membrana plastidial interna y a su vez baña a los tilacoides. 
En el estroma se encuentran el ADN plastidial y los ribosomas plastidiales. Es el compartimento donde se realizan los procesos de la llamada fase oscura de la fotosíntesis, especialmente el ciclo de Calvin.
El estroma es homólogo al citoplasma de las cianobacterias, de las que derivan evolutivamente los plastos, y también lo es de la matriz de las mitocondrias.